# Ulvshyttan
Ulvshyttan (äldre stavning Ulfshyttan), by och f.d. järnbruk i Silvbergs socken  i Säters kommun. Ulvshyttan, som ligger vid södra stranden av Lilla Ulvssjön, är en välbevarad bruksmiljö med anor från 1600-talet. Orten ligger 25 km från Borlänge och 28 km från Ludvika, och har omkring 100 invånare.[källa behövs]  Många arbetspendlar till Borlänge.
Ulvshyttan ingår i kulturslingan Silverringen, som gör Dalarnas bergslagshistoria turistiskt tillgänglig och besökaren får en möjlighet att följa järnets och silvrets väg från gruva till hammare.

## Historia från 1500-talet till 1900-talet
Enligt en sägen anlades den första hyttan i Ulvshyttan av finnen Oluf på 1500-talet, därav ortnamnet vilket ursprungligen ska ha stavats "Olofshyttan". För detta finns det dock inga belägg ( se husförhörslängd Silvberg AI:1 sidan 9 står det Olofshyttan)  men sedan åtminstone 1600-talet har det funnits hamrar och hyttor vid Ulvshyttan. Landshövding Peter Kruse (1601-1645), som redan ägde Grängshammars bruk, köpte år 1635 Peer Olufsvallen. En hytta och två hammarsmedjor anlades sedan vid ån någon gång på 1640-talet. En hammarsmedja som tillhörde bergsmännen i Ulvshyttan ska då redan funnits på platsen. 1643 omnämns Vlffshytta, och 1643 omnämns en gruva som ska motsvara Arfvedsbogrufwan. Den sista kvarvarande hammarsmedjan vid Ulvshyttan dömdes ut på 1720-talet. Enligt osäkra uppgifter kan de ha berott på det var konkurrens om skogsråvaran till hyttorna och att Bergskollegiet därför bestämde att Ulvshyttan skulle läggas ner. 1792 exploderade bergsmanshyttan i Bråfall som låg mindre än en mil uppströms vid samma vattendrag. Då passade man på att flytta koncessionen från Bråfall till Ulvshyttan och bygga en ny masugnen i Ulvshyttan i stället för i Bråfall. 
År 1797 tilldelades "Hästhagsgruvan" utmål för första gången, och ett par år senare uppfördes en ny masugn på platsen för den gamla. Denna kompletterades med en rostugn 1832, vilken liksom hyttan kom att byggas om ett flertal gånger under 1800-talet innan den år 1889 ersattes av en ny. 
Kring år 1859-63 producerad hyttan i genomsnitt 25 540 cent (=cirka 1100 ton) tackjärn per år. Byn hade då 204 invånare.
1873 började bruket tillverkade stål i ett bessemerverk, det var bara än 10 år efter att metoden togs i bruk Sandvikens stålverk. Bessermerblåsning pågick sedan till 1901.  Vid Ulfshyttan finns en nivåskillnad på 36 meter mellan sjöarna Järsjön och Lilla Ulvsjön. Blåsmaskin, krossverk, kranspel och en liten såg drevs direkt med vattenhjul, senare via el från turbiner. Innan el togs i bruk drevs även  vattenuppfordring och gruvspel i Hästhagbergsgruvan med vattenhjul kopplade till en konstgång eller en stållina. Malmen i den närbelägna Hästhagsbergsgruvan hade hög järnhalt, var nästan fri från fosfor och transporteras från gruvan ned till hyttan via en linbana.
1879 byggdes en järnvägsstation 3 km nordväst om Ulfshyttan.  
Grängshammars bruk och Ulvshytte bruk hade tillhört samma ägare sedan 1600-talet, och när Grängshammar AB bildades 1873 kom Ulvshyttan att ingå i detta bolag. Efter att Grängshammars bruk nedlagts 1877 övertogs Ulvshytte bruk av ett nytt bolag 1887, Ulfshytte Jernverks AB, och huvudkontoret flyttades till Ulvshyttan. 1875 kom också järnvägen till Ulvshyttan då Bergslagernas Järnvägar drog sin huvudlinje ett par kilometer från bruket. För att transportera sågat virke från sågverket i Malmviken byggdes en 3 lång linbana till Ulfshyttans järnvägsstation. 1902 till 1911 fanns även en 10 km linbana från Idkerbergets gruva till Ulfshyttans station; den gruvan hade tyska ägare.

## Historia efter 1900

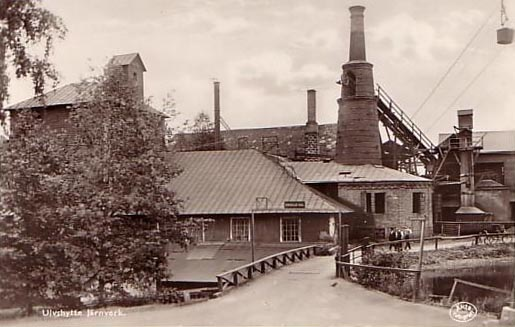
Ulfshytte Jernverk på ett äldre vykort.

1913 bodde 1568 personer Silvbergs kommun, nästan lika många som när Silvberg blev en egen kommun år 1862. 243 bodde i Ulfshyttan. Senare under 1900-talet skedde en stor folkminskning i takt med att industrier och gruvor avvecklades. 
1906 blev Hyttfallet i byn ombyggt till ett vattenkraftverk för elproduktion. Tidigare användes vattenhjul som var direkt kopplade till luftbälgar m.m. i hyttan. 1913 byggdes ytterligare ett vattenkraftverk strax söder om byn,  Dormsvedens vattenkraftverk,  i byn kallat för Porjus. Tidigare drev gruvhissen och pumpar i Hästhagbergs gruva med linor från Dormsveden. 
1914 brann ett mindre sågverk som drivits av forsen vid Dormsveden. Det sågverk hade endast en klingsåg. Detta sågverket ersattes inom av en betydlig större såg vid Malmviken, en så kallad ramsåg. Denna såg brann delvis ner 1928 men återuppbyggdes snabbt- Bolaget hade  en brandförsäkring. Sågen avvecklades i slutet på 1950-talet.
År 1919 ägde Ulfshytte Jernverks AB 20 000 tunnland skog och 600 åker i Silvbergs kommun, masugn, ångsåg med två ramar, kantverk, hyvelmaskin och klyvsåg, elektrisk kraftstation, 600 tunnland åkermark, varav hälften under eget bruk samt gruvor i Hästhagberg och Bråfall. Man tillverkade 5 525 ton exporttackjärn och 1000 standardsågade trävaror och hade 75 anställda arbetare. Utöver det fanns det ett antal torpare som via skriftliga kontrakt var förbjudna att arbeta åt andra än bruket och som var skyldiga att leverera träkol till masugnen och ställa upp som arbetskraft ett visst antal dagar per år utan lön som ersättning för att de fick nyttja brukets torp som bostad o jordbruk.
Trots sin ringa storlek hade dåvarande Silvbergs kommun, där Ulvsyttan var en av de största byarna, ett flertal föreningar för olika ändamål. (Silvbergs landskommun inkorporerades år 1952 med Gustafs kommun). Fram till och med 1918 fanns det ett flertal organiserande syndikalister. Från ett par år in på 1920-talet hade Silvberg hade en egen avdelning inom Metallindustriarbetarförbundet; fram till 1946, nedlagd 1946 då de som arbetade i gruvan bildade avdelning 97 av Gruvarbetarförbundet. Det fanns en nykterhetsloge anknuten till NTO. Det fanns en Missionsförsamling med säte i grannbyn Norbo. Det fanns en byggnadskommitté som byggde Folkets hus i Norbo. Det fanns en förening som byggde en hembygdsgård i grannbyn Schenshyttan.  Det fanns en fiskevårdsförening. Silvberg hade en egen Sjuk- och begravningskassa, en av många föregångare till dagens statliga Försäkringskassa. Socialdemokraterna, SSU och Kommunisterna hade under en period var sin lokalavdelning i Silvberg. Med hjälp av många frivilliga krafter byggdes i början av 1940-talet en riktig fotbollsplan i Ulvshyttan. 1942 övertog en nybildad lokal konsumförening en tidigare privatägd  lanthandel.
År 1937 blev Ulfshytte Jernverks AB ett dotterbolag till Wikmanshytte Bruks AB, ett bolag som kontrollerades av familjen Wallenberg. En ekonomisk kris tvingade de tidigare ägarna att sälja. 1937 beslutade att hyttan i Ulfshyttan skulle läggas ned, sista utslaget från hyttan gjordes 1939-05-15. Sintringsverket togs ur drift 1941..  De nya ägarna gjorde också investeringar i bland annat ett nytt anrikningsverk. Mer än 100 000 ton i gamla varphögar vid Bråfallsgruvan som tidigare behandlats som avfall på grund av låg järnhalt krossades och anrikades till råvara för bruket i Vikmanshyttan; varphögar med halt av svavel såldes till Tyskland. Kriget med dess stora efterfrågan på malm och skogsprodukter gjorde att orten fick ett uppsving som varade in på 1950-talet. 1949 hade Ulfshytte Jernverks AB 120 årsanställda arbetare och 18 tjänstemän i skogsbruket, sågen och de två mindre gruvorna Hästhagsberg (av byborna kallad Hästaberg, med kort "ä" och betoning på första och sista stavelsen)och Tallbotten Sågverket med hyvleri och linbana nedlades i slutet av 1950-talet. Under andra världskriget hade Enskilda banken en depå i ett bergrum vars hemligheter bevakades av beväpnade vakter; personalen bodde på Ulfshyttans herrgård. Mitt under kriget färdigställdes även en bra fotbollsplan genom gåvor och frivilligt arbete.  Eftersom det fanns många unga män som jobbade i skogarna runt Ulvshyttan kunde de första året ha en lokal fotbollsturnering med flera lag. 
Efter 1956 startades en verkstad där man i de gamla lokalerna vid gruvan och sågen samt en nybyggd verkstad färdigställde verktyg av snabbstål och hårdmetall genom bland annat slipning. Ämnen till verktygen kom från Vikmanshyttan.   
Brytningen i Hästhagsgruvan nedlades 1964. 1966 nedlades även gruvan i Tallbotten. Samma år brann gruvlaven och krosshuset i vid Hästhagbergsgruvan som då fortfarande användes för att anrika malm från Tallbottengruvan. 1968 skedde en stor omstrukturering bland specialstålverken vilket ledde till att stålverket Vikmanshyttan stängdes och som en följd därav stängdes även verkstäderna i Ulvshyttan som då hade 33 totalt anställda. Den tillverkning av skärstål av hårdmetall och snabbstål som skett i Ulvshyttan flyttades till Fagersta.
I takt med att industrin successivt avvecklades ökade också utflyttningen från orten. I början av 1950-talet bodde fortfarande över 220 personer på orten. Idag finns ett äventyrsföretag som ordnar olika slags äventyr för företag och privatpersoner i Ulvshyttan, ett rehabiliteringshem samt en idrottsförening med fotbollslag. Skolan är nedlagd.

## Sevärdheter

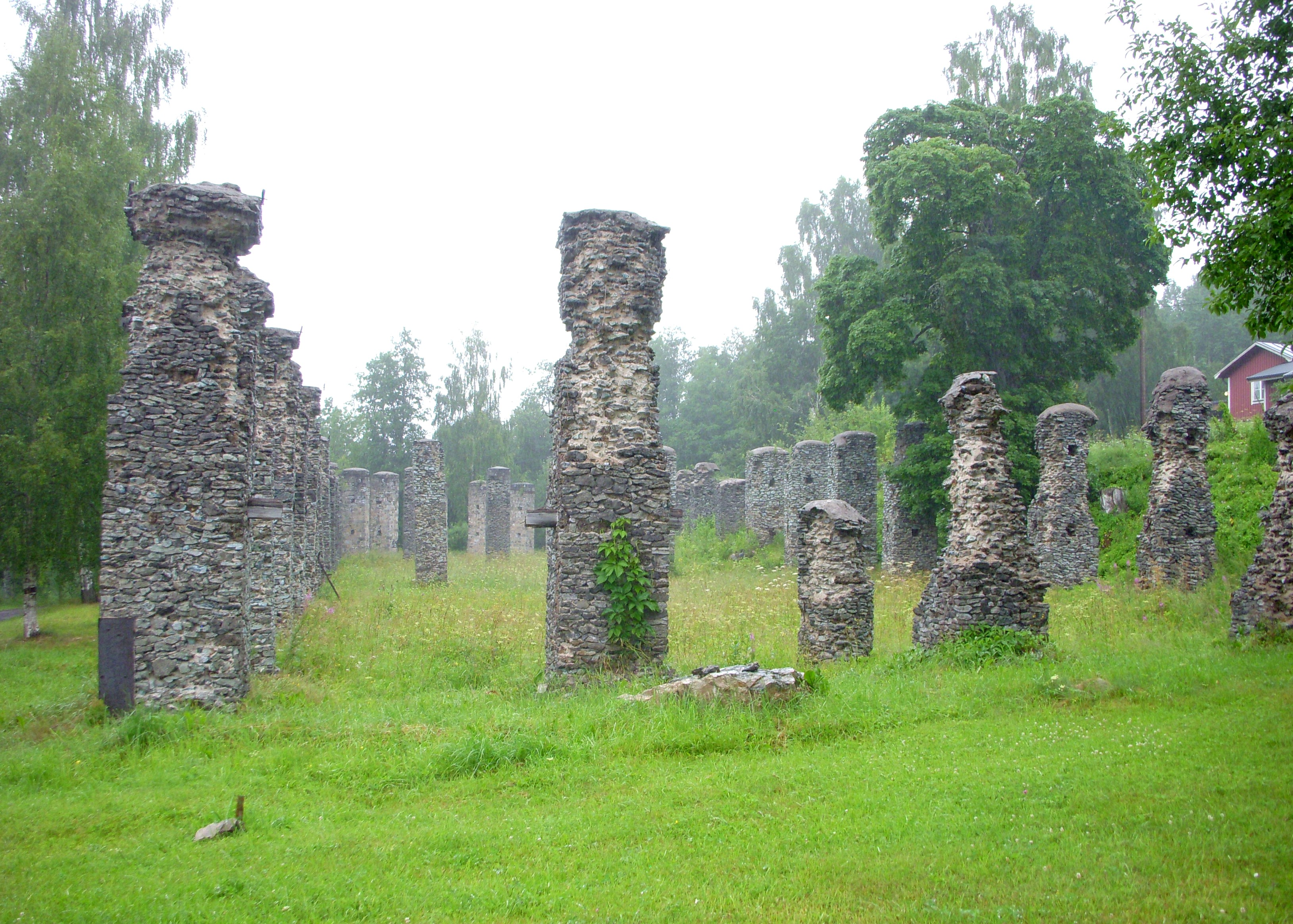
Kolhusruinen i juli 2011.

Ulvshyttan är trots att en del av hyttbyggnaderna revs på 1970-talet en välbevarad bruksmiljö. Hyttruinen är relativt välbevarad liksom rostugnsruinen, vilka ursprungligen ingått i samma byggnad. På hyttruinen finns årtalet "1797" inristat. Ruinen efter det gamla kolhuset (förrådet för träkol), som består av slaggstenspelare, har årtalet "1843". Även sintringshuset av slaggsten finns kvar. På en av de kvarvarande slaggvarpen finns ett lusthus byggt av en av brukets brukspatroner. I området finns lämningar efter andra byggnader som tillhört bruket. Herrgården finns även kvar, liksom tjänstemannabostäder och arbetarelängor.
En omfattande renovering av hyttan påbörjades av den dåvarande markägaren Stora Enso 2003. Den första etappen var att rädda rostugnen, som hotade att rasa samman. Idag har genom omstruktureringar inom Stora Enso (som är direkt arvtagare till Ulfshytte Jernverks AB och Wikmanshytte Bruks AB) markinnehavet överförts på ett delägt bolag, Bergvik Skog AB. Renoveringsarbetet fokuserades på masugnen där omfattande förstärkning och omfogning av murverk och tegelvalv har genomförts. Därutöver har panel lagats och rödfärgats, plåttaket målats om och stenfoten rensats från vegetation. Invigning av den nyrenoverade masugnen gjordes av landshövding och kommunalråd i juni 2019. Ulvshyttan ingår i kulturslingan Silverringen, Säters kommun, i södra Dalarna, som går genom Silvbergs samt Säters bergslagsområden.

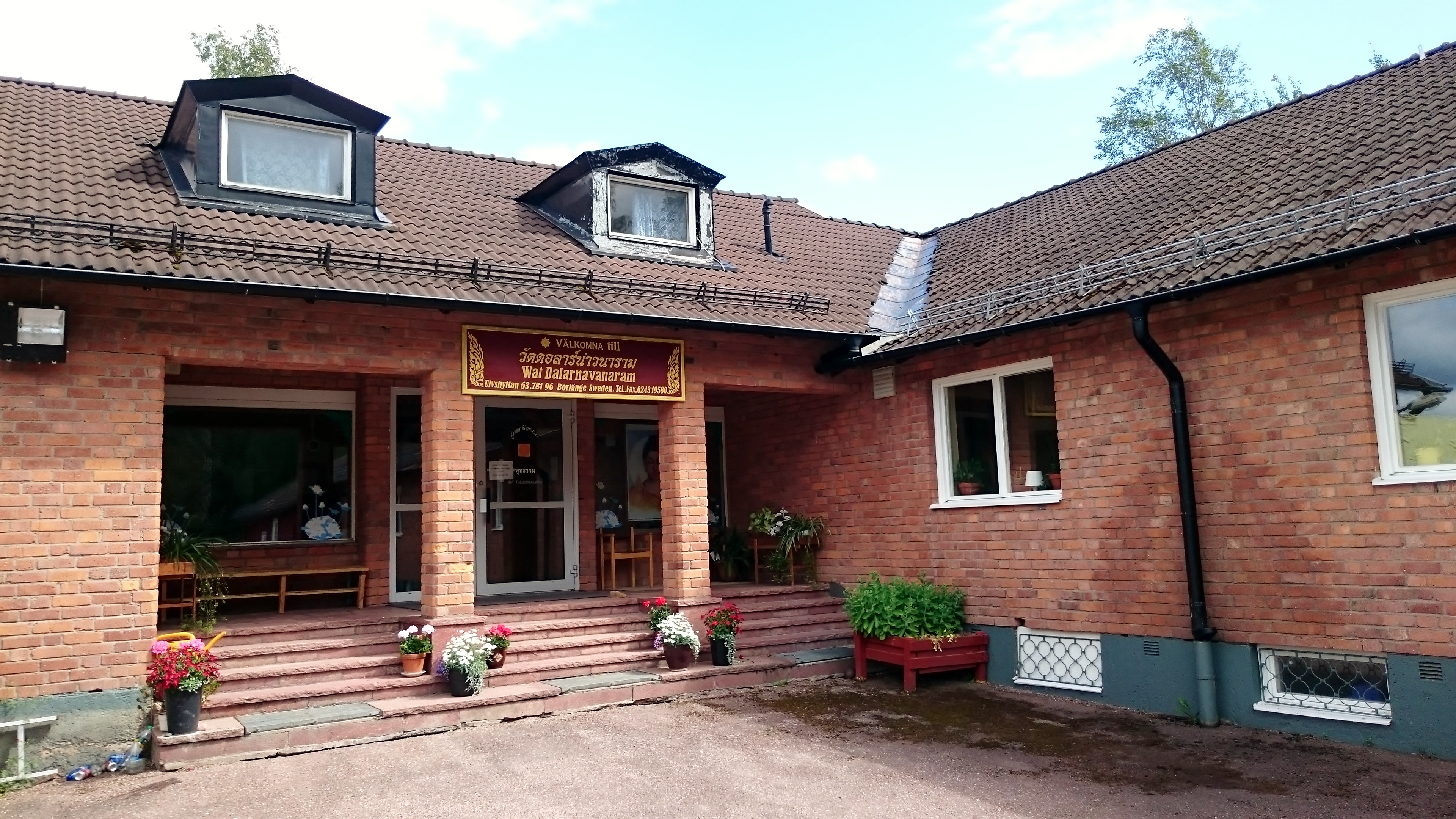
Buddhistiskt tempel 2015

Sommaren 2005, efter det att Ulvshyttans skola lades ner, flyttade Thailändska buddhistiska munkar från den Thailändska munkorden Thammayut in i skolan som blev ett Thailändskt buddhisttempel, Wat Dalarnavanaram. Wat dalarnavanaram blev något av ett centrum för Thailändska buddhister från hela Mellansverige. De kom till Ulvshyttan för att fira de buddhistiska högtiderna. Där kan man skåda en av Sveriges största buddhastatyer, statyn göts i maj 2006 i Bangkok, den koppar som användes i legeringen hämtades från orten. Templet ägs av en stiftelse, Stiftelsen Wat Dalarnavanaram.

## Bilder 2023

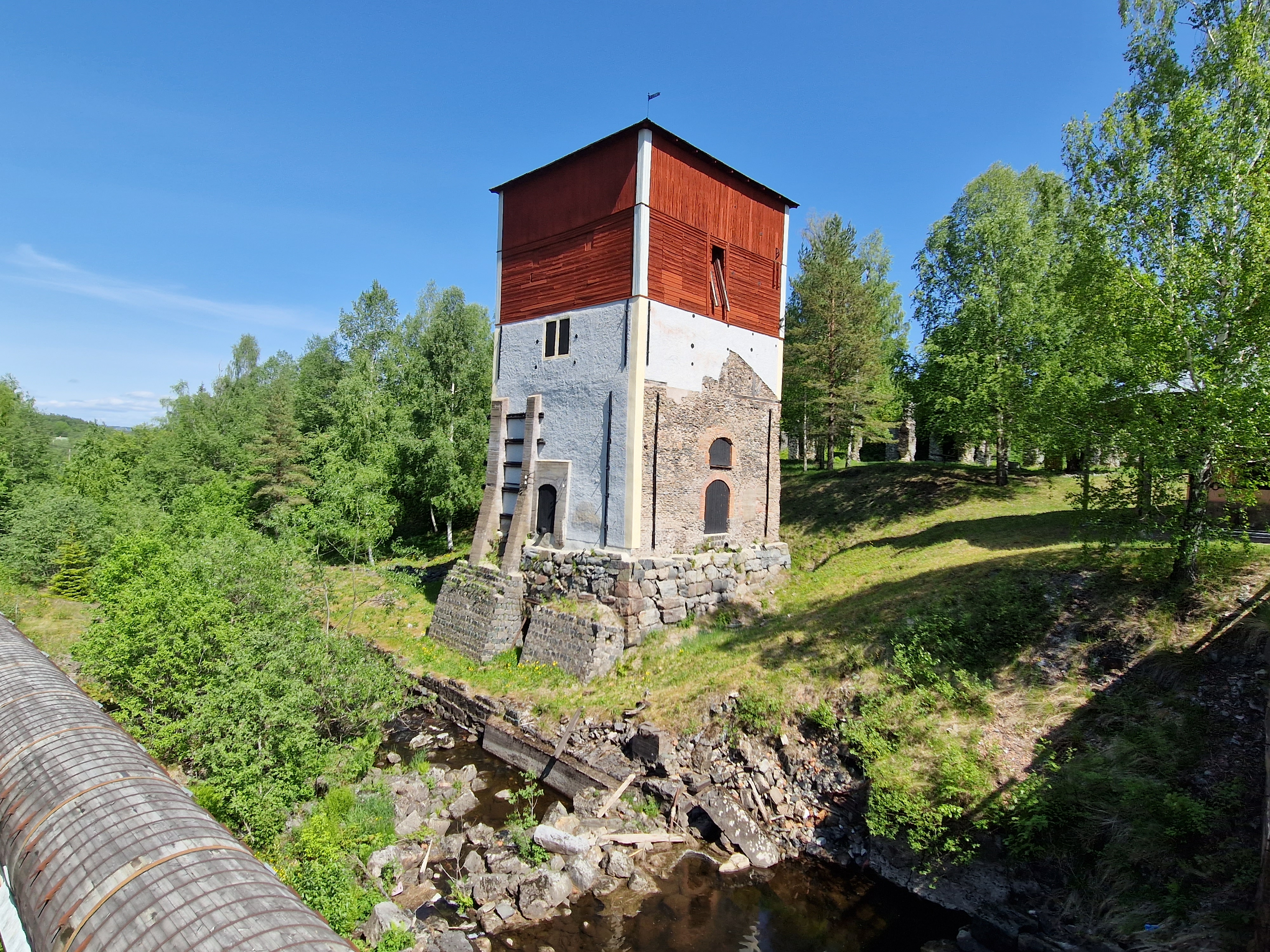
Masugnen
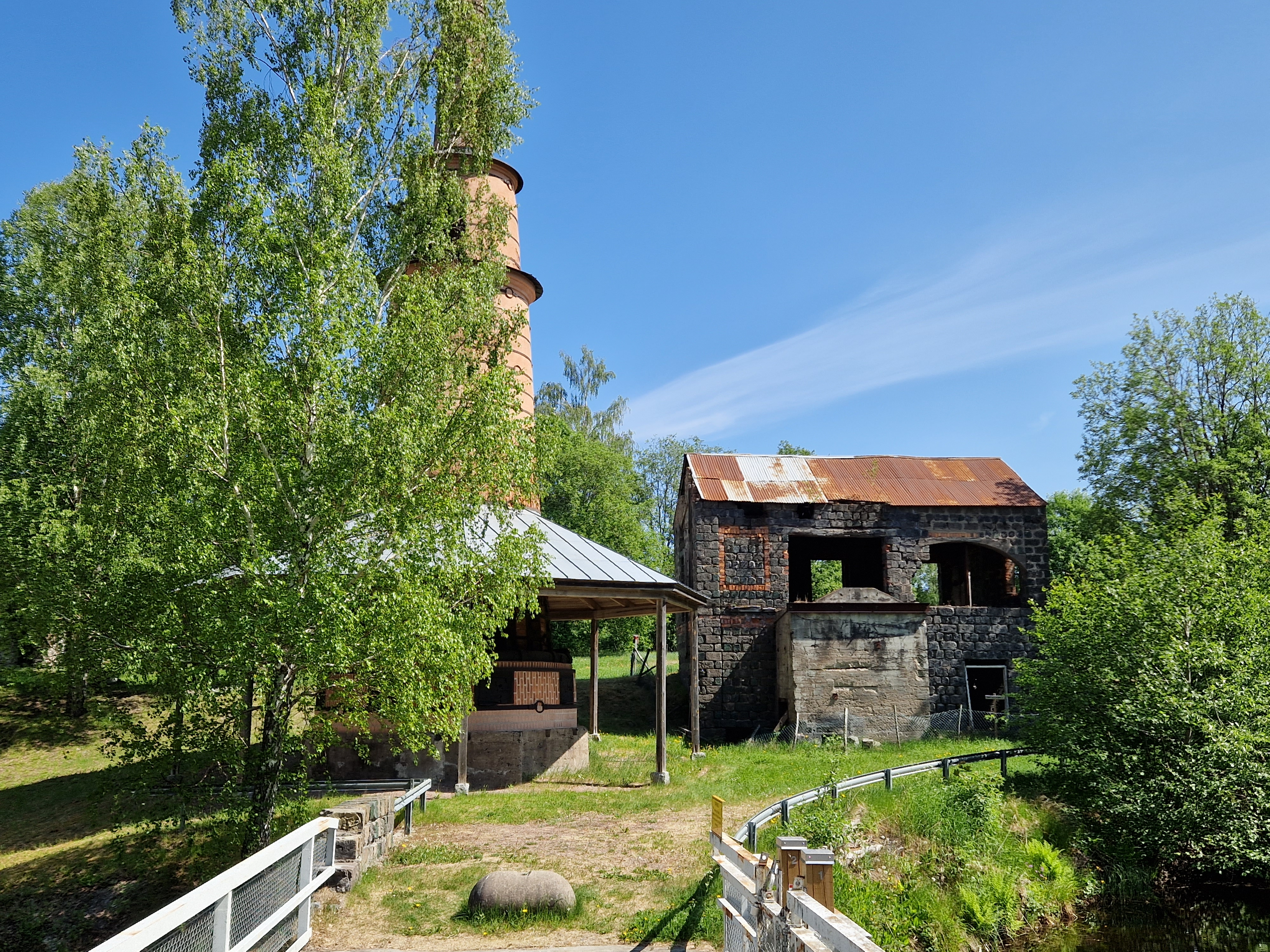
Rostugnen och sinterverket
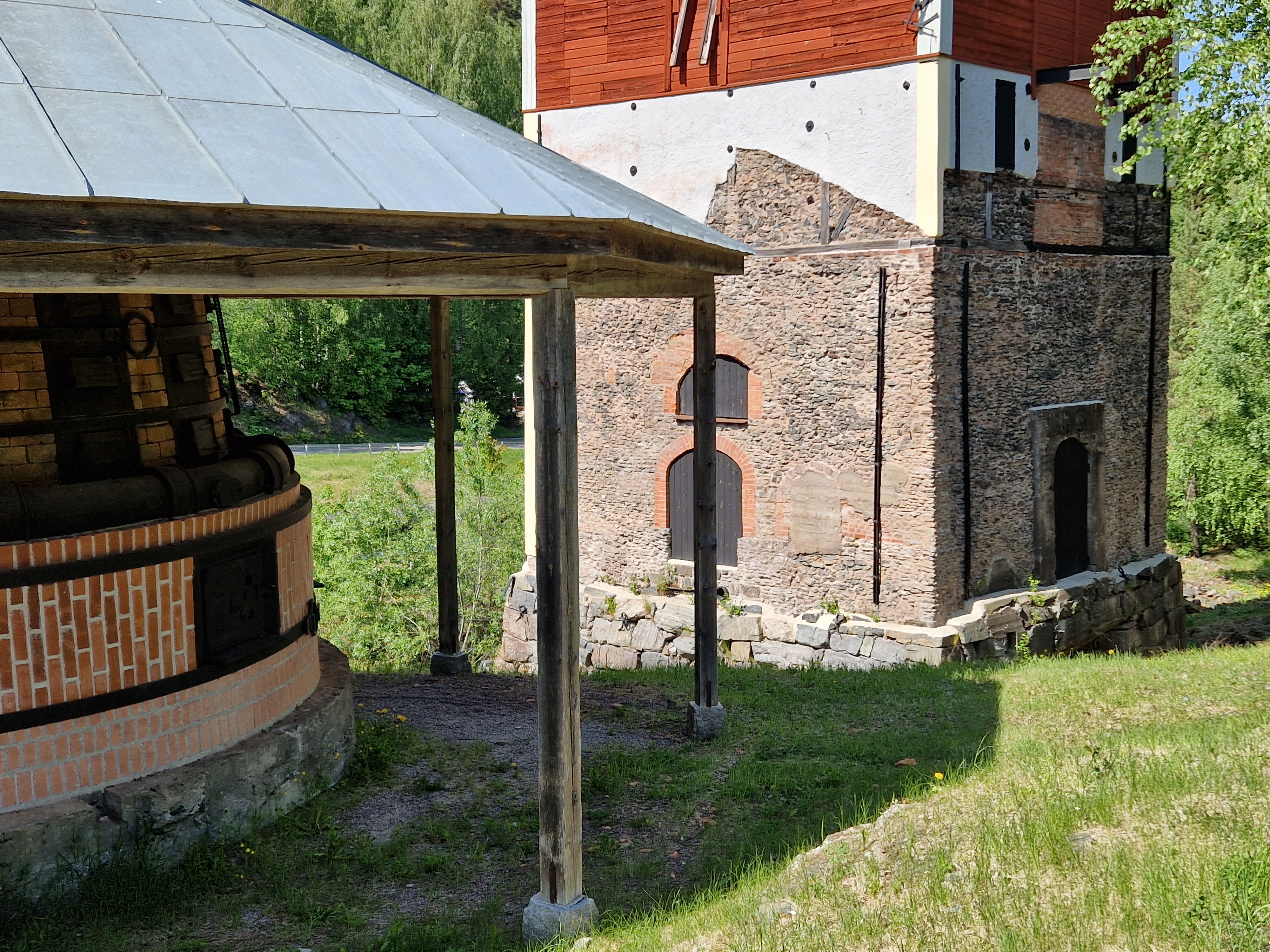
Rostugnen och masugnen
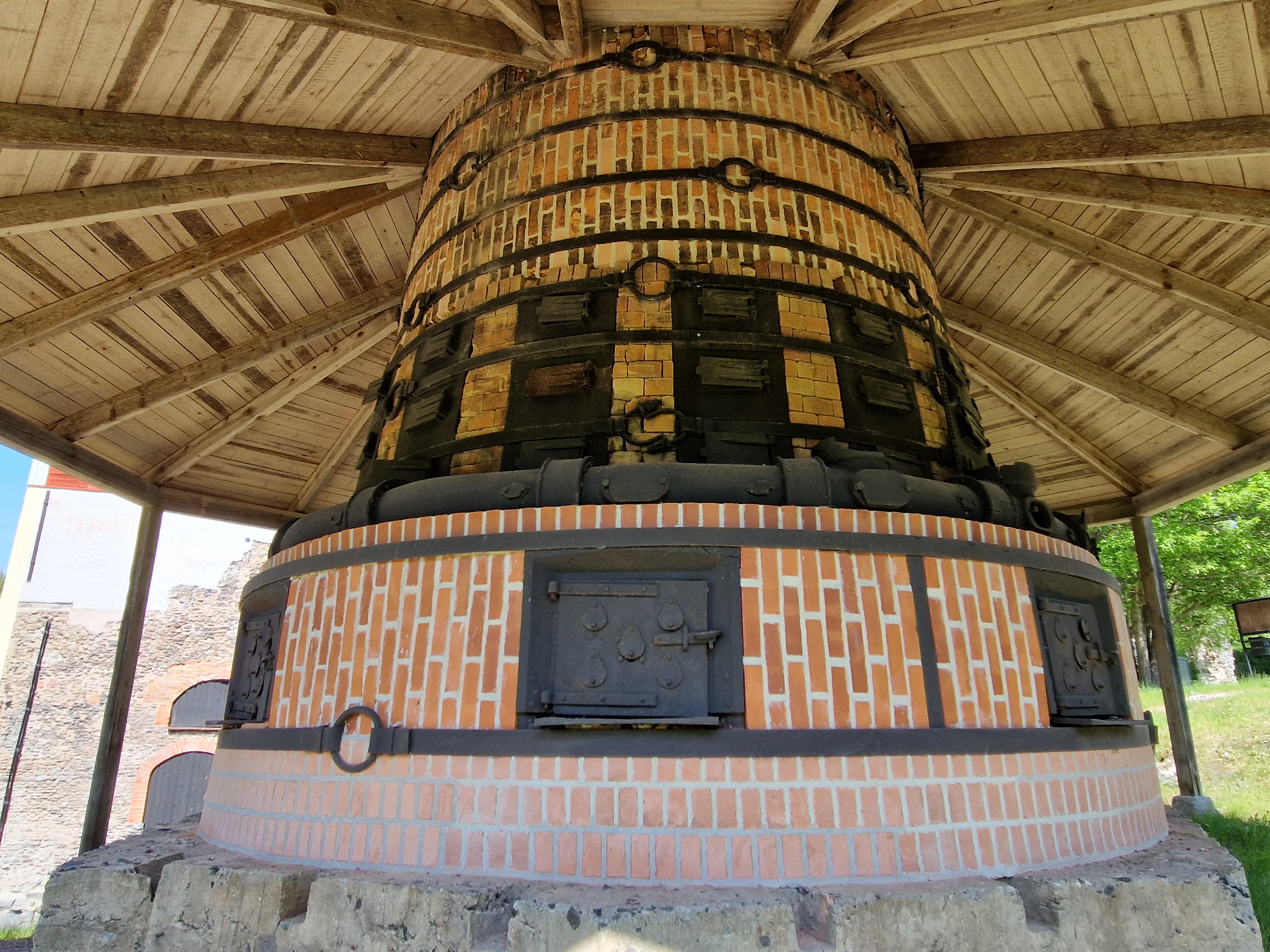
Rostugnen underifrån